# بالاسانا

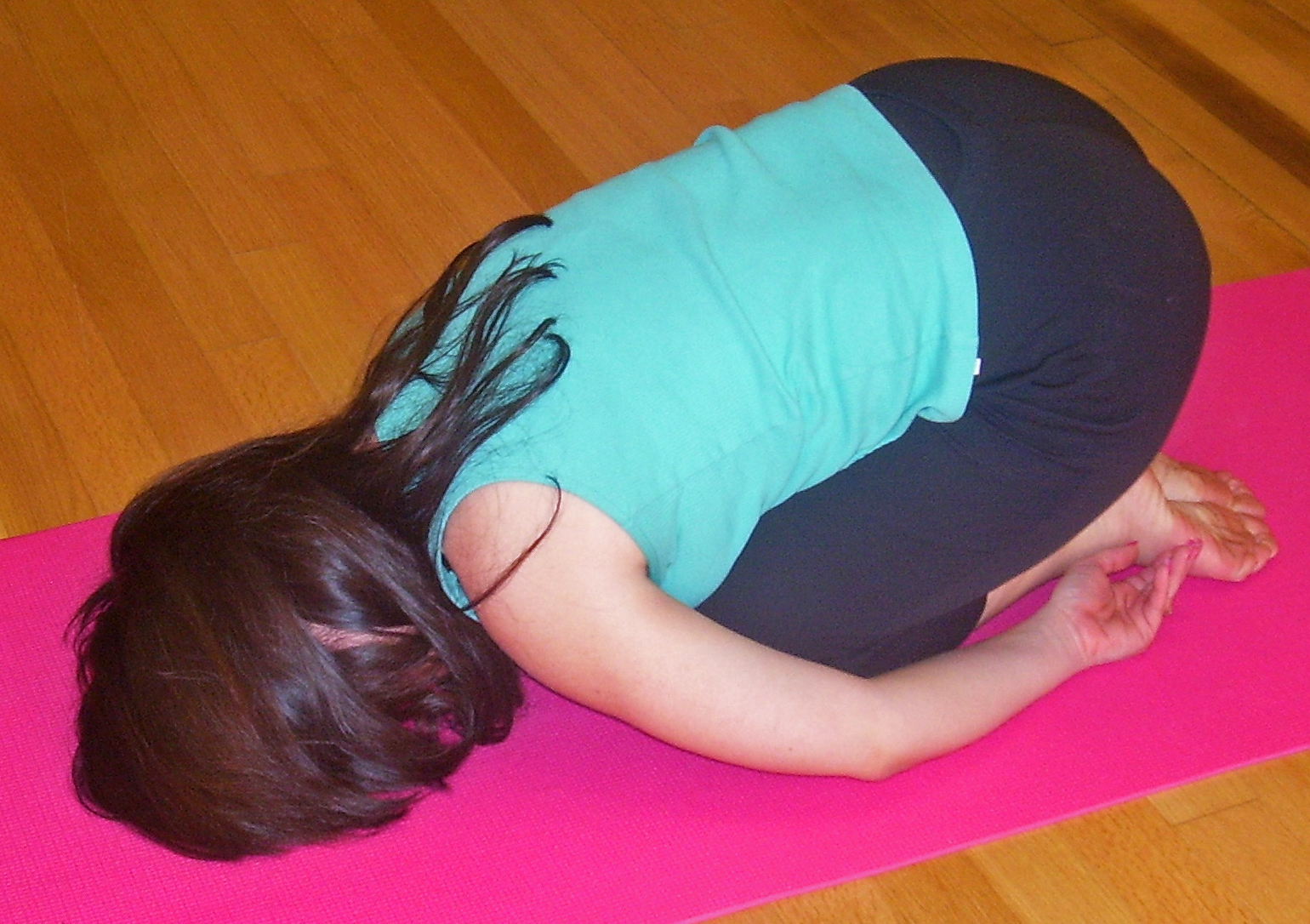
بالاسانا (وضعية الطفل)

بالاسانا (بالسنسكريتية: बालासन) وتعني «وضعية الطفل» هي أحد أوضاع اليوجا (الأسانات).